# Liste der Biografien/De V
Liste der Biografien |
Portal Biografien |
V Personensuche
# |
A |
B |
C |
D |
E |
F |
G |
H |
I |
J |
K |
L |
M |
N |
O |
P |
Q |
R |
S |
T |
U |
V |
W |
X |
Y |
Z |
?
 
Da |
Db |
Dc |
Dd |
De |
Dg |
Dh |
Di |
Dj |
Dk |
Dl |
Dm |
Dn |
Do |
Dq |
Dr |
Ds |
Du |
Dv |
Dw |
Dy |
Dz
 
De A |
De B |
De C |
De D |
De E |
De F |
De G |
De H |
De J |
De K |
De L |
De M |
De N |
De P |
De Q |
De R |
De S |
De T |
De V |
De W |
De Y |
De Z 

Dea |
Deb |
Dec |
Ded |
Dee |
Def |
Deg |
Deh |
Dei |
Dej |
Dek |
Del |
Dem |
Den |
Deo |
Dep |
Deq |
Der |
Des |
Det |
Deu |
Dev |
Dew |
Dex |
Dey |
Dez
Die Liste der Biografien führt alle Personen auf, die in der deutschsprachigen Wikipedia einen Artikel haben. Dieses ist eine Teilliste mit 68 Einträgen von Personen, deren Namen mit den Buchstaben „De V“ beginnt.

## De V

### De Va
- De Val, Almida (* 1997), schwedische Curlerin
- De Valck, Jan (1929–2010), belgischer Radrennfahrer
- De Valence, Joan, englische Adlige
- De Valensart, Margaux (* 1991), belgische Sopranistin
- De Valera, Éamon (1882–1975), irischer Politiker, Premierminister und StaatspräsidentÉamon de Valera (1882–1975)

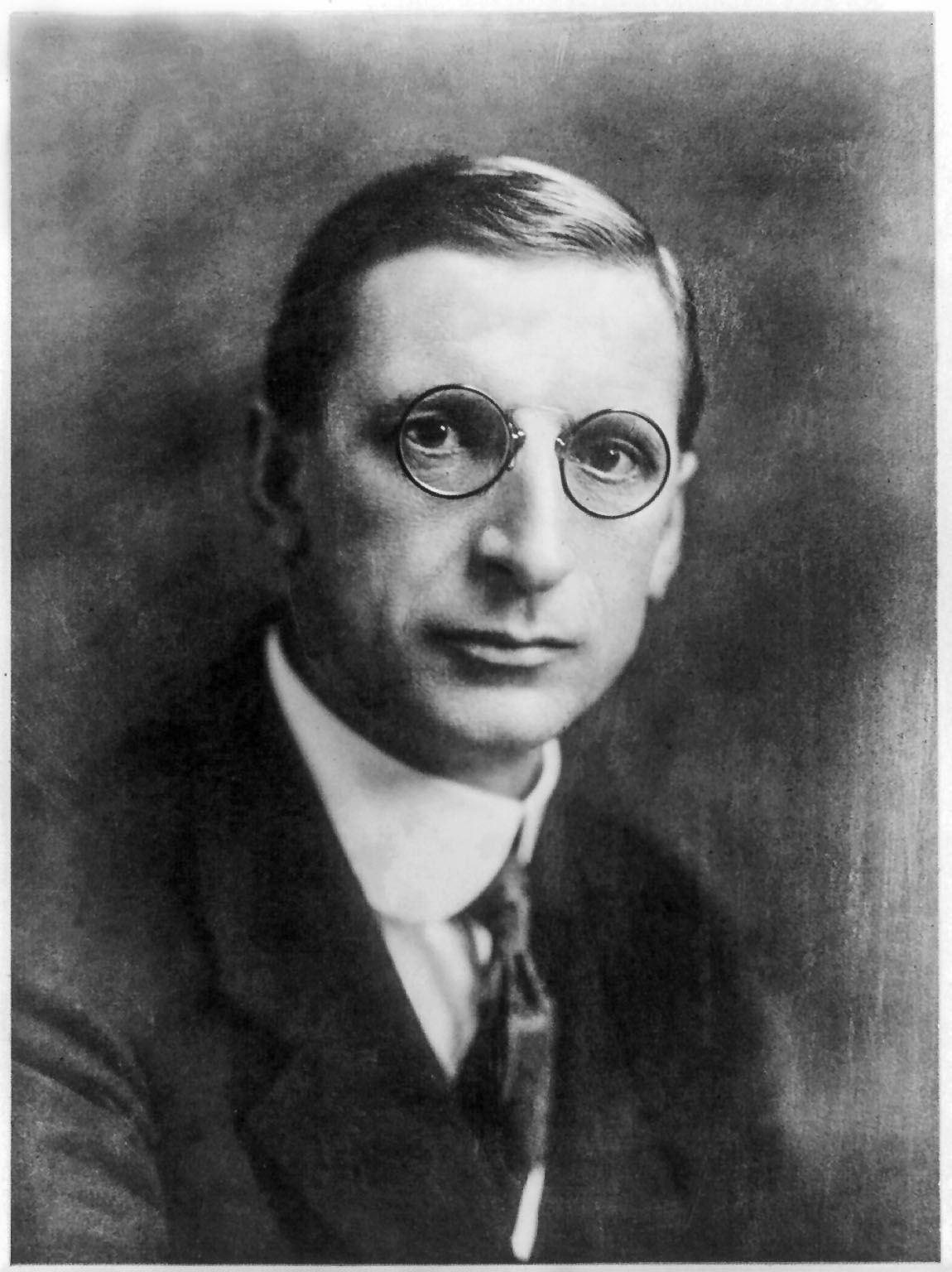
Éamon de Valera (1882–1975)

- De Valera, Sinéad (1878–1975), irische Lehrerin, Kinderbuchautorin und die Ehefrau des dritten irischen Präsidenten Éamon de Valera
- De Vanna, Lisa (* 1984), australische Fußballspielerin
- De Varda, Arturo (1859–1944), italienisch-österreichischer Chemiker
- De Vargas, Valentin (1935–2013), US-amerikanischer Schauspieler
- De Varona, Donna (* 1947), US-amerikanische Schwimmerin

### De Ve
- De Vecchi, Arturo (1898–1988), italienischer Säbelfechter
- De Vecchi, Cesare Maria (1884–1959), italienischer Politiker, Weggefährte Mussolinis und Offizier
- De Vecchi, Ezio (1826–1897), italienischer Generalleutnant, Politiker und Senator
- De Vecchi, Renzo (1894–1967), italienischer Fußballspieler und -trainer
- De Veen, Robert (1886–1939), belgischer Fußballspieler und -trainer
- De Vega, Lydia (1964–2022), philippinische Leichtathletin
- De Ventura, Linda (* 1986), Schweizer Politikerin (SP)
- De Vere, Aubrey II. († 1141), englischer Adeliger
- De Vere, Cecil (1846–1875), englischer Schachspieler
- De Vère, Clémentine (1888–1973), britische Schauspielerin und Illusionistin
- De Vère, Élise (* 1879), französische Schauspielerin mit englischen Wurzeln
- De Vere, Margaret († 1398), englische Adlige
- De Vescy, William, 1. Baron Vescy (1245–1297), englischer Adliger
- De Vestel, Robert (1925–1997), Szenenbildner und Artdirector
- De Vet, Charles V. (1911–1997), amerikanischer Science-Fiction-Autor
- De Vettori, Matteo (* 1993), italienischer Skirennläufer
- De Vezze, Daniele (* 1980), italienischer Fußballspieler

### De Vi
- De Vieira, Anton (1682–1745), russischer Generalleutnant und Polizeichef von Sankt Petersburg
- De Vigne, Edmond (1842–1918), belgischer Architekt des Historismus
- De Villapadierna, Isidoro (1919–2001), spanischer römisch-katholischer Ordenspriester
- De Ville, James (1777–1846), englischer Phrenologe
- De Ville, Nicholas (* 1944), britischer Grafiker
- De Vinck, Antoine (1924–1992), belgischer Keramiker
- De Vinna, Clyde (1890–1953), US-amerikanischer Kameramann
- De Vinne, Theodore Low (1828–1914), US-amerikanischer Unternehmer, Drucker, Typograf und Bibliophiler
- De Vis, Charles Walter (1829–1915), britisch-australischer Geistlicher, Zoologe und Museumsdirektor
- De Visscher, Charles (1884–1973), belgischer Jurist und Experte im Bereich des Völkerrechts
- De Vita, Massimo (* 1941), italienischer Comiczeichner
- De Viti De Marco, Antonio (1858–1943), italienischer Ökonom und Politiker
- De Vito, Francesco (* 1970), italienischer Schauspieler
- De Vito, Maria Pia (* 1960), italienische Jazzsängerin
- De Vits, Mia (* 1950), belgische Politikerin, MdEP
- De Vivo, Giovanni (1940–2015), italienischer römisch-katholischer Geistlicher und Bischof von Pescia

### De Vl
- De Vlaeminck, Erik (1945–2015), belgischer Radrennfahrer
- De Vlaeminck, Roger (* 1947), belgischer RadrennfahrerRoger De Vlaeminck (* 1947)

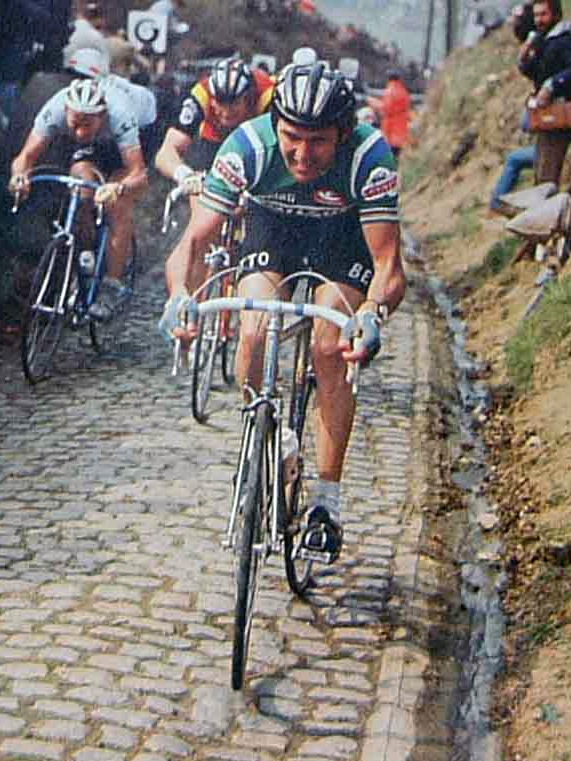
Roger De Vlaeminck (* 1947)

- De Vleminck, Firmin (1945–2007), belgischer Radrennfahrer
- De Vlieger, Evelien (* 1969), belgische Kinderbuchautorin

### De Vo
- De Vocht, Godfried (1908–1985), belgischer Radrennfahrer
- De Vocht, Liesbet (* 1979), belgische Radrennfahrerin
- De Vocht, Wim (* 1982), belgischer Radrennfahrer
- De Voegt, Koen (* 1980), belgischer Politiker (Piratenpartei) und Co-Vorsitzender von Pirate Parties International
- De Vol, Frank (1911–1999), US-amerikanischer Komponist, Bandleader und Arrangeur
- De Voogdt, Titus (* 1979), belgischer Schauspieler und bildender Künstler
- De Vore, Christopher, Drehbuchautor
- De Vorzon, Barry (* 1934), US-amerikanischer Komponist, Songwriter, Sänger und Musikproduzent
- De Vos, Geert (* 1981), belgischer Dartspieler
- De Vos, Louis (1929–1964), belgisch-kanadischer Radsportler
- De Vos, Luc (* 1946), belgischer Offizier und Historiker

### De Vr
- De Vree, Paul (1909–1982), belgischer Autor, Maler und Grafiker
- De Vreese, Laurens (* 1988), belgischer Straßenradrennfahrer
- De Vriendt, Albrecht (1843–1900), belgischer Maler
- De Vries, Bert (1939–2021), US-amerikanischer Archäologe
- De Vries, Ella (* 1977), belgische Fußballschiedsrichterassistentin
- De Vries, François (1913–1972), belgischer Fußballspieler
- De Vries, Glen (1972–2021), US-amerikanischer Unternehmer, Mitgründer von Medidata Solutions und Weltraumtourist
- De Vries, Marion (1865–1939), US-amerikanischer Jurist und Politiker
- De Vries, Ryan (* 1991), neuseeländischer Fußballspieler

### De Vy
- De Vylder, Lindsay (* 1995), belgischer Radsportler